# Marmorering

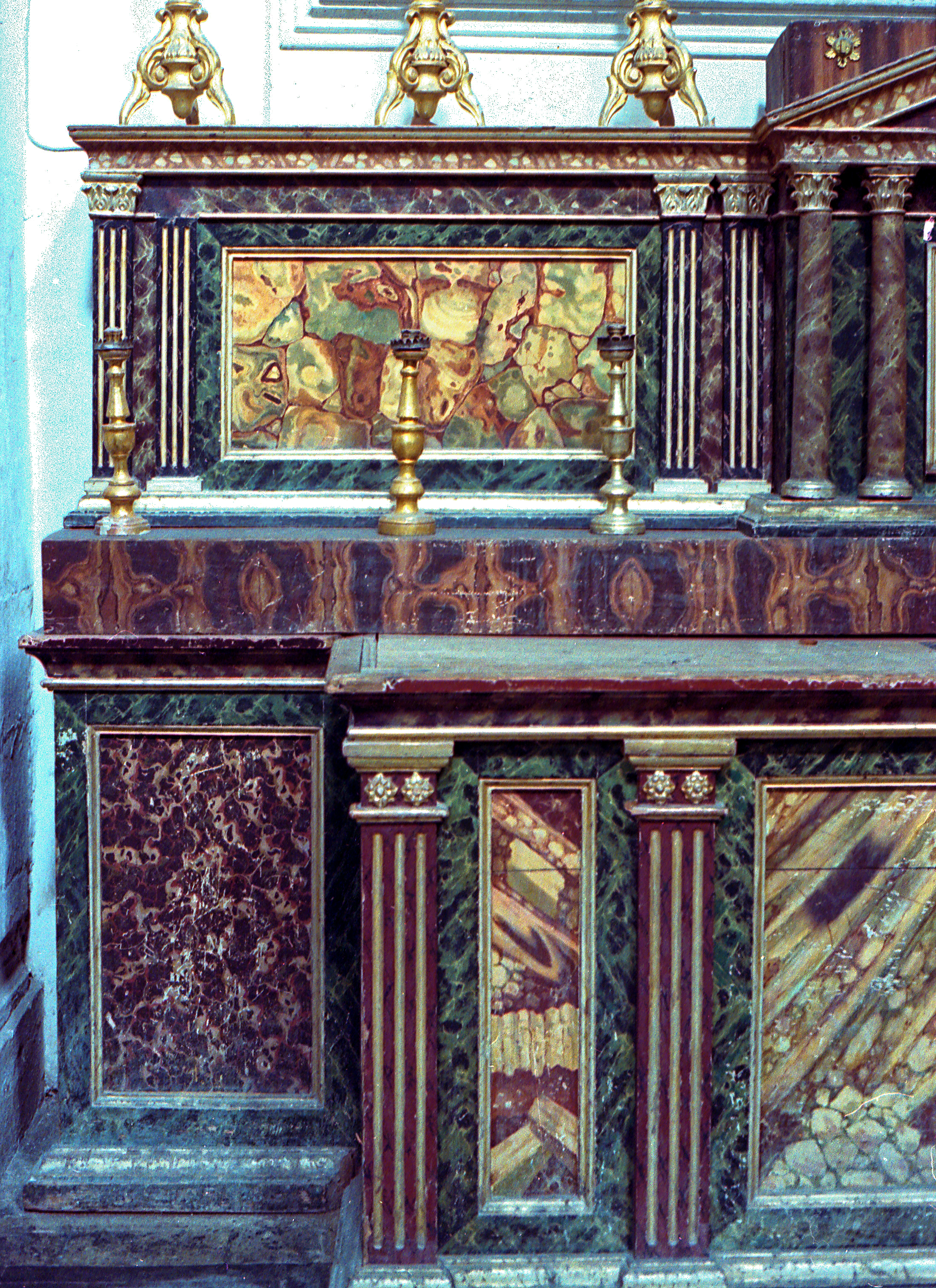
Del av marmorerat altare i barockyrkan San Pietro Modica på Sicilien

Marmorering är en måleriteknik som imiterar eller inspireras av ådrad marmor och annan sten. Målningen kan ske på olika underlag. Syftet kan vara att ersätta äkta marmor som är alltför kostsam, eller att skapa illusionen av marmor med speciellt utseende. Ibland används tekniken friare och utan ambitionen att ge intryck av sten. Ordet marmorering används även för att beskriva flerfärgad keramik (agatgods) och glas (agatglas).

## Historik

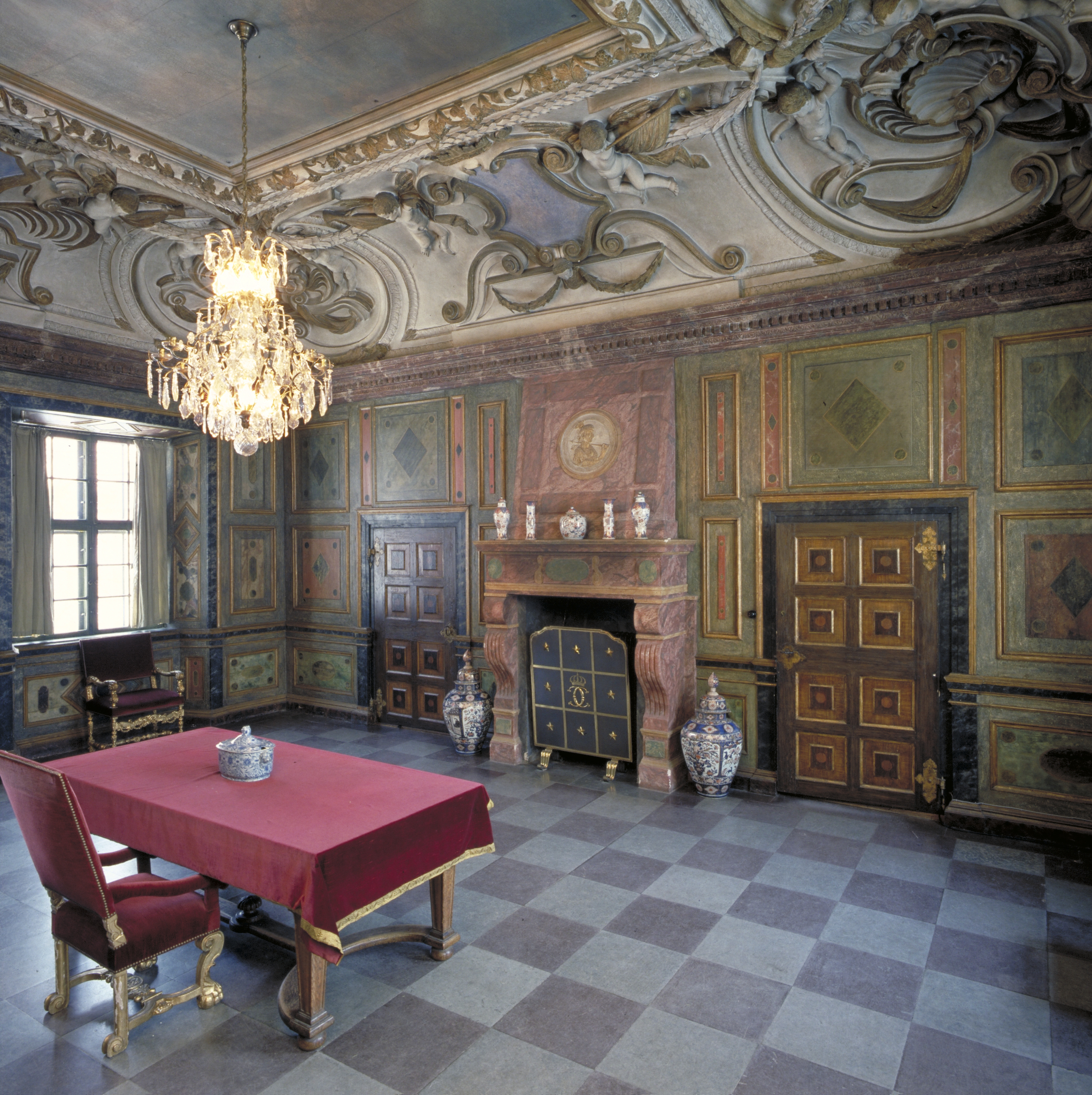
Karlbergs slott Stockholm, 1600-tal

Marmoreringsmålning är känt sedan antiken och var exempelvis vanligt både interiört och exteriört i de romerska städerna Pompeji och Herculaneum, som förstördes vid Vesuvius utbrott år 79 e.Kr.. På väggar och fasader imiterades marmorplattor, ortostater, ibland relativt naturtroget och ibland tydligt stiliserat.

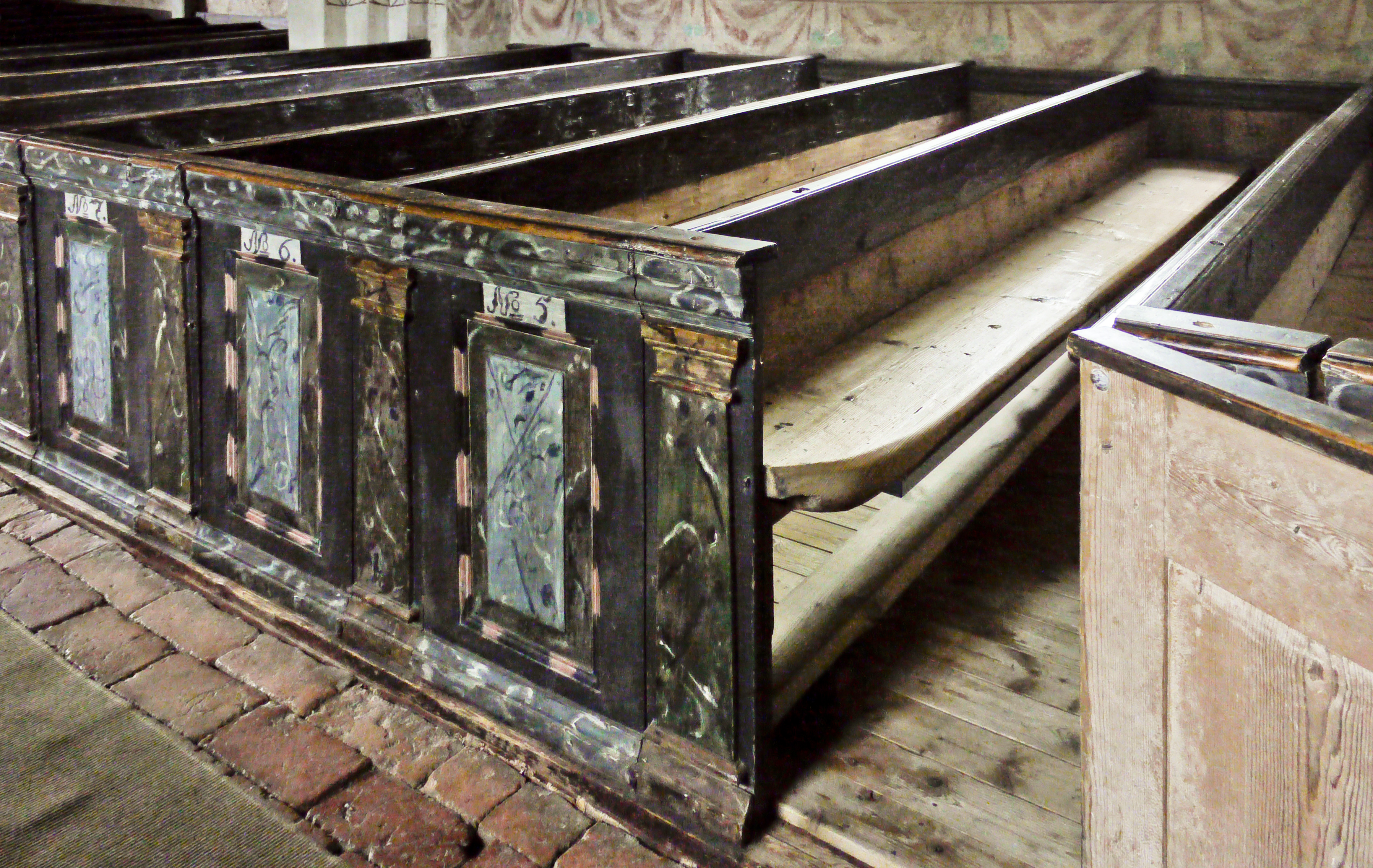
Marmorerade kyrkbänkar från 1755 i Härkeberga kyrka.

I Sverige är marmorering känd sedan medeltiden. I 1600-talets adelspalats imiterades marmor i olika färger på väggar och föremål, ibland i kombination med äkta marmor. Under 1700-talet byggdes och målades en mängd nya bänkinredningar, orgelläktare och predikstolar i svenska kyrkor, och de målades ofta i mer eller mindre fri imitation av marmor. Under 1800-talet blev marmorering vanlig även i storbönders och välbärgade stadsbors hem, då ofta i ganska fria former. Många gånger hade målaren inte sett äkta marmor och marmoreringen blev till ett självständigt dekorativt uttryck.
Kring mitten på 1800-talet utvecklades nya tekniker och ideal för marmoreringsådring. Man hade nu både ambitionen och de tekniska möjligheterna att så verklighetstroget som möjligt imitera olika stensorter. Det nya sättet att marmorera nådde Sverige kring 1860 genom målare som utbildats i Frankrike. Det gavs ut planschverk över olika stensorter. och marmorering blev en viktig del av yrkesmålarnas utbildning. Under årtiondena kring 1900 marmoreringsmålades en mängd entréer och trapphallar i de växande storstädernas hyreshus och i skolor och andra offentliga byggnader. Marmoreringen blev en specialitet inom målarkåren, och år 1897 bildades inom Målarförbundet i Stockholm en speciell avdelning för ådringsmålare och marmorister.
De nya modernistiska ideal som nådde Sverige 1930 innebar att marmorering och andra dekorativa målningstekniker blev omoderna och den avacerade hantverkskunskapen började falla i glömska. På 1970-talet vaknade ett nytt intresse för äldre måleri, och det fåtal målare som kunde tekniken fick nya uppdrag och möjligheten att lära upp en ny generation dekorationsmålare. Man byggde på det sena 1800-talets kunskaper men förhåll sig ofta friare till kravet på perfekt imitation och kunde använda marmoreringstekniken till dekorationer som både i färg och övrigt utseende var uppenbar "onaturliga".

## Förebilder
Äldre tiders marmorimitationer utgick från marmorsorter som användes i det mest påkostade byggandet. I 1700-talets Sverige var den grönaktiga kolmårdsmarmorn populär i exklusiva inredningar och blev en viktig inspirationskälla för marmorering. Mot 1700-talets slut ökade intresset för antiken och dess ljusa marmorbyggnader, och därmed för ljusa vita och grå marmoreringar. Under 1800-talet återkom i Sverige ett intresse för olikfärgad och ibland djärvt mönstrad marmorering som kunde vara rätt fri i förhållande till verklig marmor.
Under årtiondena kring år 1900 gavs det i flera länder ut planschverk som presenterade skickligt målade imitationer av stensorter som inte fanns i närområdet och som målaren kanske aldrig hade sett i verkligheten. Den första svenska mönsterboken gavs ut 1895 av  marmoristen Per Malmén och med tryckta planscher av målade marmorarter samt kortfattade kommentarer om hur de skulle utföras. Skickliga målare kunde också måla planscher som lånades ut till gesäller och lärlingar som förlagor och studiematerial.
Under det sena 1900-talet gavs det ut nya exempelsamlingar.

## Material och teknik
Äldre tiders marmoreringsmålning gjordes vanligtvis med täckande färg, där stenens "ådror" och "partier" målades med avvikande färg mot en enfärgad bakgrund. Färgmaterialet var detsamma som i övrigt måleri, alltså någon typ av temperafärg, kalkfärg, limfärg eller från 1700-talet linoljefärg.
Stänkmålning var ursprungligen ett enkelt sätt att utföra stenimitation. Mot en obehandlad eller enfärgat målad yta skapar man ett oregelbundet prickmönster genom att stänka på tunn färg i en eller flera kulörer. Tekniken är känd i Sverige åtminstone sedan 1600-talet. I svenskt allmogemåleri kunde man göra enkla marmoreringar i laserande drickafärg.
Under det senare 1800-talet utvecklades hantverksidealen mot allt större perfektionism, samtidigt som det växte fram en industri som tillverkade olika linoljebaserade färgmaterial. De nya tekniska möjligheterna lade grunden för en ny typ av marmoreringskonst. Marmorering inom denna tradition utförs på ytor som gjorts helt släta med hjälp av spackelfärg. Materialet är laserande linoljefärg i flera lager och man använder en rad olika specialpenslar och andra verktyg för att få fram önskade effekter. Slutligen poleras ytan och fernissas för att bli blank och hållbar.
När mamoreringskonsten fick ett nytt uppsving under sent 1900-tal byggde man på förra sekelskiftets teknik men kunde också använda vattenbaserad latexfärg.

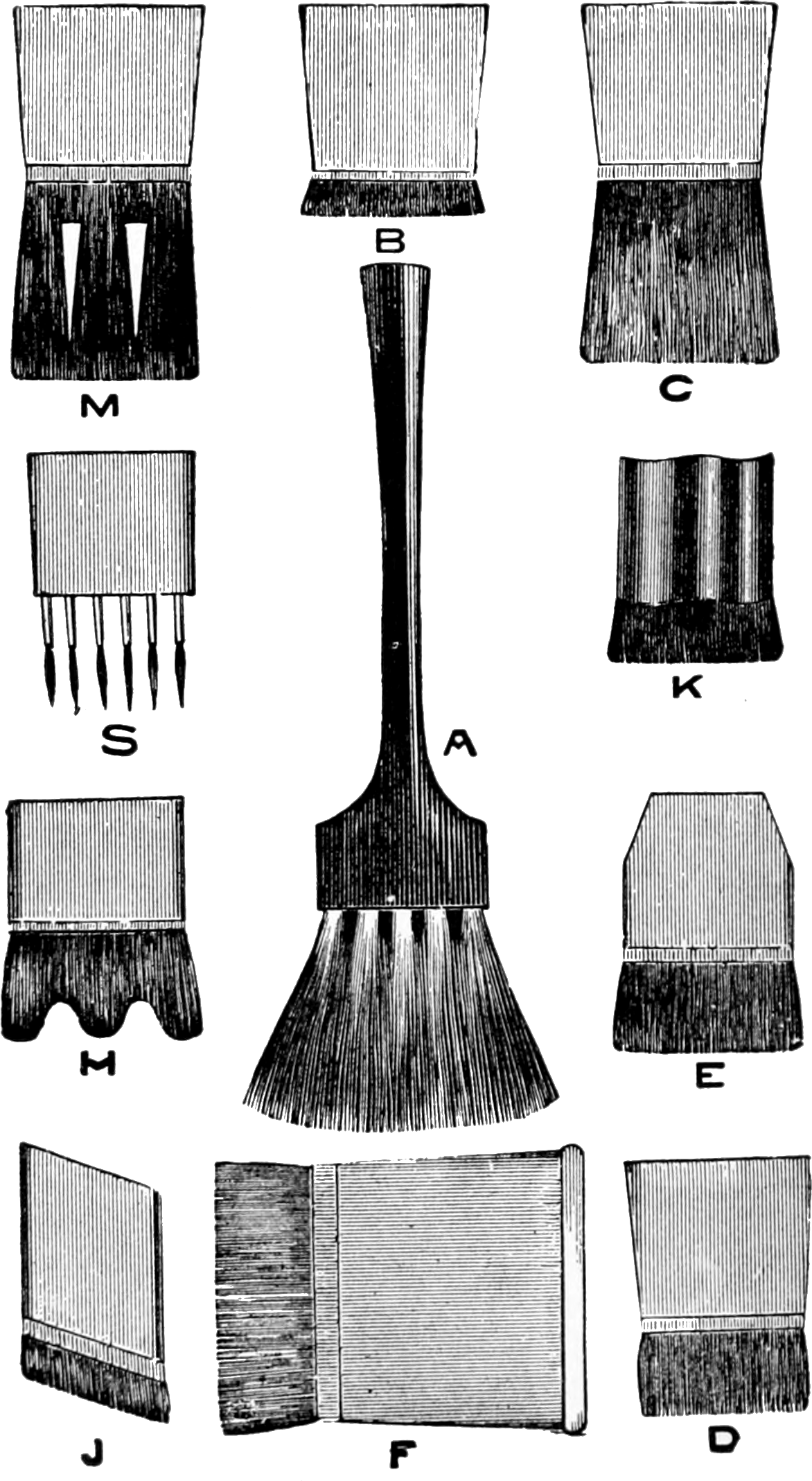
Penslar för ådring och marmorering. Cyclopedia of Painting 1908